# Rochuskapelle (Ostbevern)

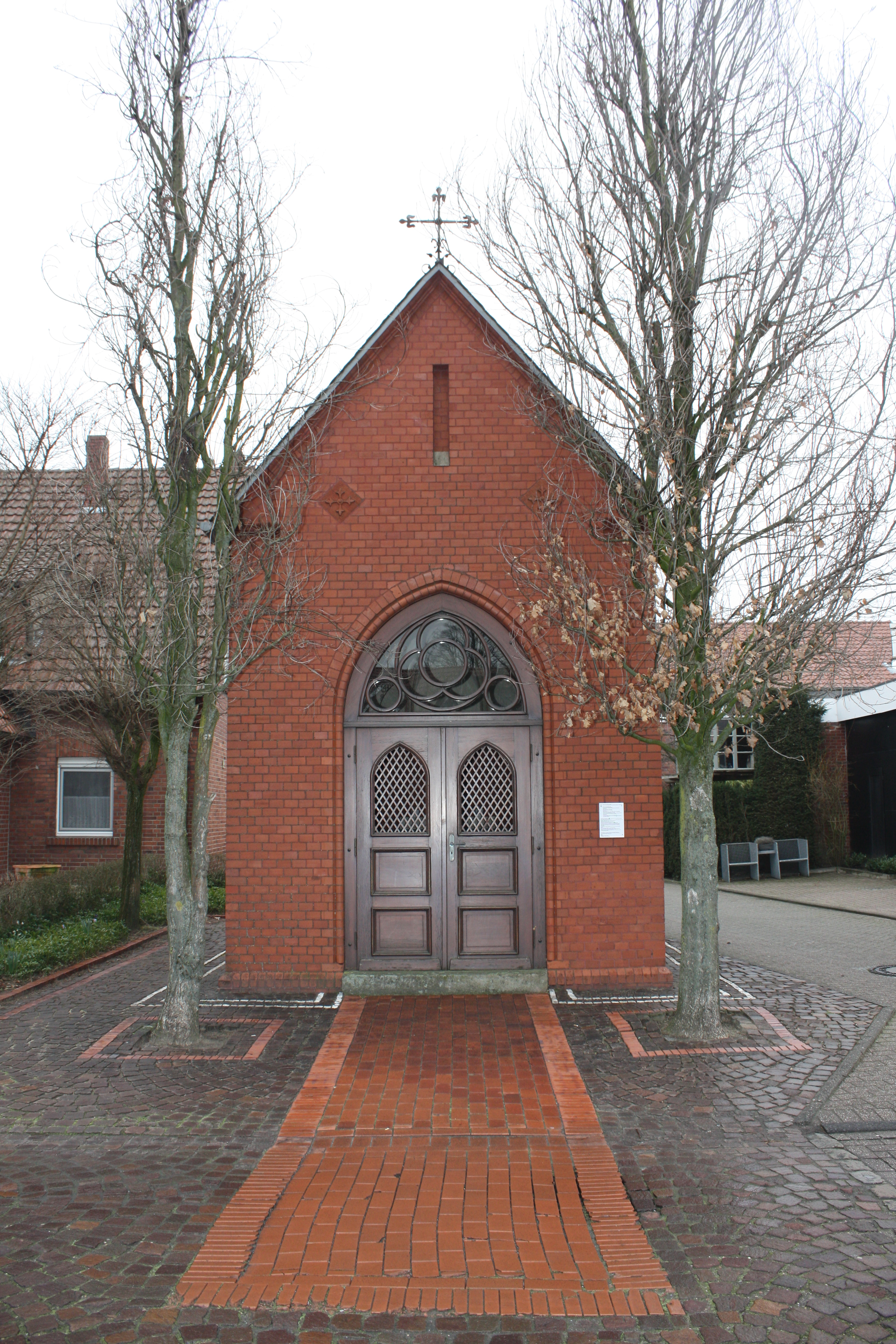
Rochuskapelle in Ostbevern

Die Rochuskapelle in Ostbevern im Kirchesch, Ecke Westbeverner Straße / Rochusstraße ist ein Gotteshaus in Ostbevern. Seit dem 8. Februar 1994 steht es unter Denkmalschutz.

## Beschreibung
Die Kapelle ist im neogotischen Stil mit zwei Seitenfenstern und einer Eingangstür errichtet worden. Im Inneren sind drei Heilige dargestellt: Über dem Altar erhebt sich eine große Marienstatue aus Sandstein; die Gottesmutter ist als neue Eva dargestellt. Ihr zur rechten Seite steht eine Statue des Heiligen Rochus, dargestellt als Pilger mit Stab und Feldflasche, die Haut mit Pestbeulen übersät und von einem Hund begleitet. Links steht eine Statue des Heiligen Antonius von Padua. Über einer Franziskanerkutte trägt er das Jesuskind auf dem Arm, dazu eine Lilie.

## Geschichte
Eine erste, kleine Kapelle war wahrscheinlich im oder nach dem Dreißigjährigen Krieg in Fachwerk errichtet worden. Im Jahr 1662 ist eine Pestprozession am Rochustag (16. August) nachweisbar. Um diese Zeit dürfte bereits eine dem Haus Bevern zugehörige Kapelle im Kirchesch gestanden haben, die von der Prozession berührt wurde.
1683 verpflichtete der Besitzer des Hauses Bevern, Hermann Stephan Dietrich Freiherr von Büren zu Ringelstein von Schenkingh, Kanonikus und Kantor in Münster, durch die testamentarische Schenkung der Zinsen von 300 Reichstalern den jeweiligen Pfarrer von Ostbevern, zweimal wöchentlich (Dienstag und Samstag) eine Heilige Messe zu Ehren der Unbefleckten Empfängnis Mariens und seines Seelenheils in der Kapelle zu lesen. Bereits 1656 konnte ein Neupriester, Heinrich Wosten aus Telgte, auf Kosten „praenobilis Domini Schencking in Ostbevern“ (des vornehmen Herrn Schencking aus Ostbevern) zum Priester geweiht und zum „Vikarius SS. Antonii et Catharinae“ (Vikar an St. Antonius und Katharina) bestellt werden.
1732 wird als Patrozinium der meist „Kapelle im Kirchesch“ genannten Kapelle der heilige Einsiedler Antonius der Große erwähnt. Entweder wurden im Laufe der Zeit dieser und Antonius von Padua, dessen Statue heute in der Kapelle steht, verwechselt oder bewusst ausgetauscht. 1771 wurde erstmals der Heiligen Rochus als Kirchenpatron erwähnt.
Die Anzahl der gemäß der Schenkung von 1683 zu feiernden Heiligen Messen war 1841 auf Betreiben von Pfarrer Heinrich Spithöver mit bischöflicher Genehmigung auf 80 im Jahr reduziert worden, da die Kapelle weitab vom Ort lag und die Heiligen Messen ohne Gemeindebeteiligung abliefen. Die Zahl wurde 1842 auf eine Messfeier monatlich und ab 1867 auf eine jährliche Messe am Rochustag, dem 16. August festgesetzt. 1852 wurden umfangreiche Renovierungsarbeiten notwendig. Die kleine und baufällige Kapelle wurde schließlich Ende des 19. Jahrhunderts abgerissen.
Die jetzige Kapelle wurde am 10. Juli 1895 mit bischöflicher Genehmigung von Pfarrer Köhler eingeweiht. Spätestens seit 1842 war die Kapelle die erste Segensstation bei der Fronleichnamsprozession, die in Ostbevern – später als anderswo – erst zu Anfang des 19. Jahrhunderts eingeführt worden war; um diese Zeit dürfte die jährliche Pestprozession aufgegeben worden sein.